# Cementerio protestante (Bangkok)
El Cementerio protestante de Bangkok es un cementerio destinado principalmente a la comunidad extranjera protestante en Bangkok, Tailandia. Hasta la fecha, el cementerio cuenta con más de 1.800 sepulturas, y todavía está aceptando nuevos entierros en forma limitada. El registro de sepultura es mantenido por la Iglesia de Cristo de Bangkok (Vía Convento 11).
También hay una serie de tumbas judías aquí, ya que antes de 1997 no había ningún otro lugar en la ciudad para que la pequeña comunidad judía local enterrara a sus muertos. Esto cambió con la apertura del cementerio judío, en una propiedad independiente adyacente a este cementerio.
El cementerio protestante de Bangkok fue fundado por una concesión de tierra real dada por el rey Mongkut el 29 de julio de 1853, para hacer frente a la necesidad de espacio para entierros para la creciente comunidad protestante de Bangkok.